# Maharajah Jungle Trek
Maharajah Jungle Trek est une attraction unique du parc Disney's Animal Kingdom de type parcours pédestre mêlant la présence d’animaux vivants avec des décors très réalistes. L'attraction a pour thème : une randonnée à travers la mythique Forêt Royale d'Anandapur située dans le sud-est asiatique.

## L'attraction
L'entrée du Maharajah Jungle Trek est située dans la section Asie du parc, à côté des Kali River Rapids. La végétation abondante et luxuriante par endroit renforce le thème de l'attraction. Ces décors permettent également de mieux observer les animaux (pont suspendu, escalier d'un ancien palace de maharajah, maison en bambou).
Les décors reconstituent minutieusement différentes ruines ou vestiges. Ils reprennent des sites situés en Inde, au Népal, en Thaïlande et en Indonésie. Les détails sont extrêmement soignés avec des sculptures d'animaux, des peintures habilement délavées, des murs à moitié écroulés et qui semblent patinés par les siècles écoulés.
- Situation : 28° 21′ 36″ N, 81° 35′ 21″ O

### Le décor

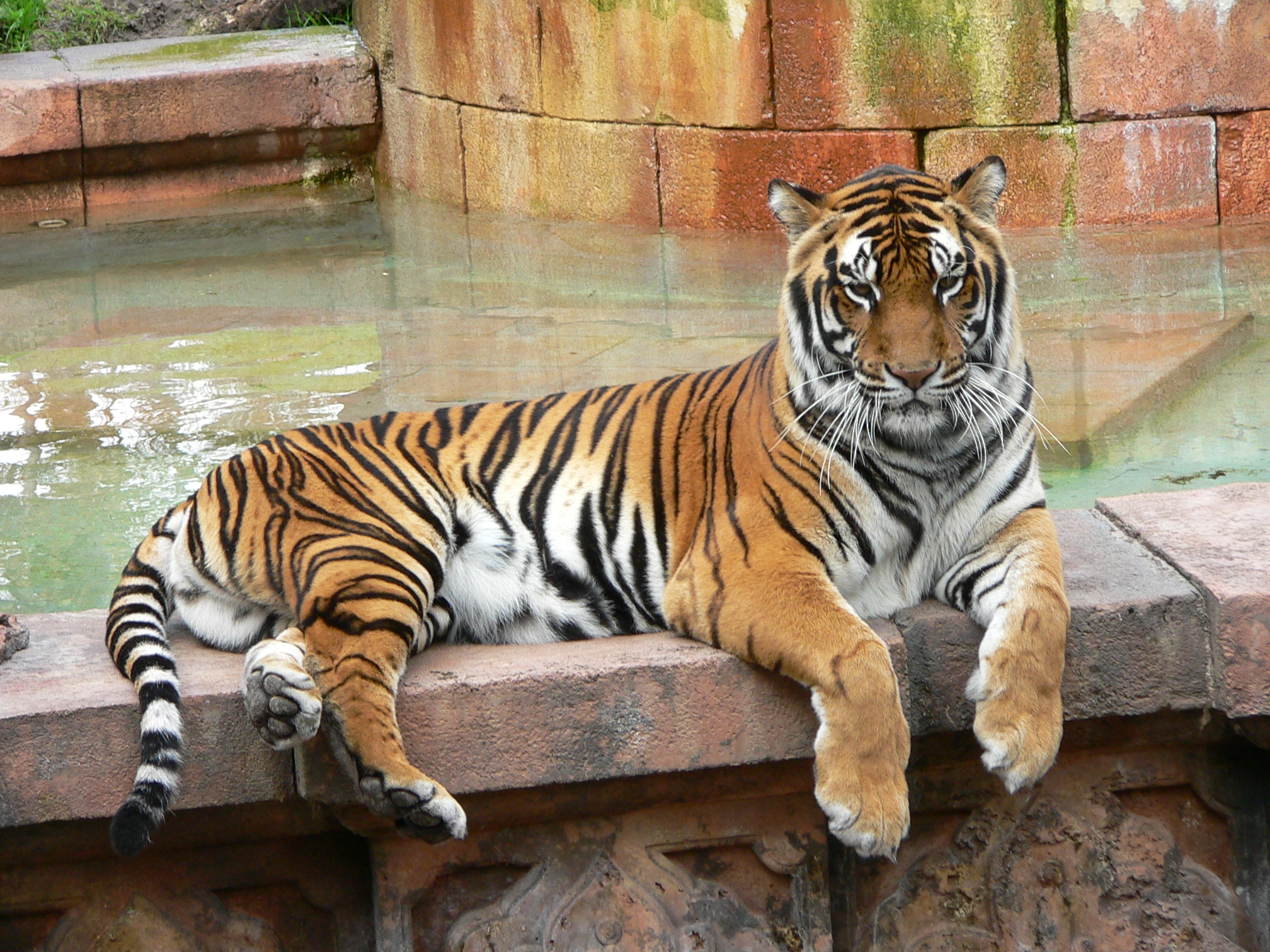
Un tigre se reposant dans les ruines du palais.

Le parcours pédestre du Maharajah Jungle Trek est situé au milieu de ruines asiatiques. Ces ruines fictives seraient celles du palais d'Anandapur dans lequel quatre grands rois auraient vécu. Ces rois chacun d'un caractère différent forment l'histoire du palais :
- le premier, chasseur, aurait fait construire le palais et apporté les animaux
- le second, dilettante, aurait ajouté l'aspect urbain et les activités pour le bien-être
- le troisième, conquérant, aurait restauré le temple après des années de guerre
- le quatrième et dernier, ermite, aurait laissé le palais retourné à la nature

### Les animaux
La randonnée permet de suivre différents animaux en liberté dans leur habitat familier : des tapirs de Malaisie (tapirus indicus), des varans appelés également dragon de Komodo (varanus komodoensis), deux espèces de chauve-souris fructivores (pteropus rodrisensis et pteropus vampyrus), des tigres (panthera tigris), des cerfs d'Eld (cervus eldi) birmans et indiens, des antilopes (antilope cervicapra) et enfin une grande volière avec parmi les oiseaux remarquables, le pluvier, l'oie à tête barrée, le perroquet royal.